# Дефлорація

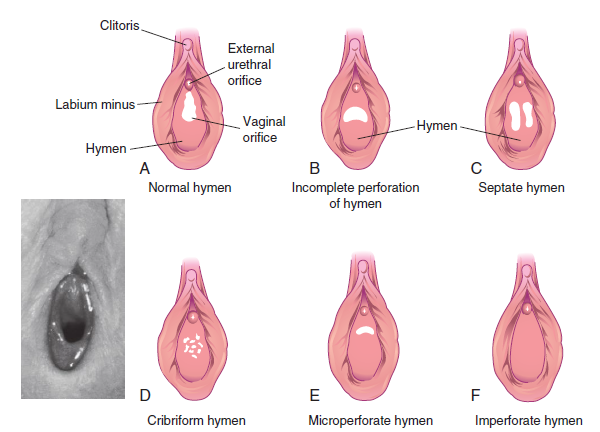
Природні форми гімену

Дефлора́ція (лат. defloratio, від de — «видалення», «усунення» + flos, род. відм. floris — «квітка», «молодість», «незайманість») — медичний термін, що означає розрив (пошкодження) гімена (вагінальної корони) і супроводжується кровотечею через мікророзриви в ньому. Пов'язується із втратою жіночої цноти. Як правило, дефлорація відбувається при першому вагінальному сексі без достатньої прелюдії, збудження жінки, лубрикації або при жорстких фрикціях. У статевозрілих жінок гімен достатньо еластичний для вагінального сексу без травм, а іноді може розтягнутися і залишитися неушкодженим і після статевих актів. Часткове та непомітне руйнування гімену часто відбувається у підліток під час мастурбації, занять спортом, фізичної праці, користуванні менструальними чашами та тампонами.

## Механізми
Серед задокументованих способів руйнування гімену наступні: в статевому акті (введенням пеніса у вагіну), при мастурбації (пальцями чи секс-іграшками), при гінекологічних втручаннях (гінекологічний огляд, аборт, введення інструментів, встановлення контрацептивів, наприклад, протизаплідної спіралі), в пологах (проходженням плоду через родові шляхи), під час занять спортом (наприклад, кінним), під час користування менструальними чашами, дисками, тампонами, при випадковостях (власноруч при свербінні, ударах вульвою об предмети), травмах тазу.
Штучна дефлорація — хірургічне видалення гімену за медичними показами чи бажанням жінки (зазвичай при вродженому суцільному гімені, що затримує менструальну кров).

## Травматична дефлорація
Кількість розривів гімену індивідуальна (частіше один чи два, можливо більше). Зазвичай вони локалізуються в ректальній зоні гімену, але бувають і в уретральній.
Кровотеча і біль під час дефлорації пов'язана з особливостями будови гімену (у рідкісних випадках він може бути відсутнім з народження). В одному з досліджень 57 % жінок зазначили, що не мали видимої кровотечі при першому статевому акті. Якщо ж гімен товстий або щільно зімкнутий від народження, дефлорація викликає сильну кровотечу (аж до кровотеч у наступні 3—5 днів) і сильний біль. При деяких захворюваннях з порушенням зсідання крові дефлорація може бути летальною.
В перші кілька діб крововилив має насичений темно-червоний, червоно-фіолетовий, червоно-синій колір, частіше розміщене по всьому колу гімену або локалізується тільки біля розривів. Гімен або краї розривів набувають травматичного набряку. Крововилив блідне і зникає за 1—1,5 тижня (чим тонший гімен, тим швидше це відбувається). До кінця другого тижня можна бачити лише сліди крововиливу у вигляді частин гімену нерівномірної червонуватої тональності.
У перші дві доби після дефлорації з обох боків розривів гімену можна побачити дрібні згустки крові, її сліди біля вагінального отвору. Надалі, на 3—5-ту добу на краях розривів спостерігається білувато-жовтий фібринозний наліт. Через 1,5-2 тижні краї розривів зазвичай зарубцьовуються. Тонкий гімен рубцюється всього 5-7 днів, товстий і м'ясистий гоїться до кінця 2-го і навіть на 3-му тижні. У перші 2-3 дні після дефлорації краї розривів можуть розійтися, при цьому маніпуляції з дослідження гімену, а також заняття сексом можуть викликати кровоточивість та хворобливі відчуття..

## Зворотній процес
Існують хірургічні операції з відновлення гімену. До них вдаються зазвичай для імітації незайманості перед шлюбом. Ця операція є нескладною, але має низку протипоказань.

## Ритуальна дефлорація
У багатьох традиційних суспільствах жіноча цнота до шлюбу була неодмінною чеснотою, обов'язок пильнувати яку покладався на батьків дівчини. Перевірка цілісності гімену була важливим елементом шлюбного обряду. Свідоцтвом дівочої цноти вважалася кровотеча після коїтусу, і відповідно сліди крові на білизні (після першої шлюбної ночі) мали її демонструвати.
У деяких народів відомі жертвопринесення, коли здійснювалась ритуальна дефлорація.
В середньовічній Європі існувало право першої ночі — землевласник чи феодал и мав право на секс із кожною нареченою після шлюбу залежних від нього селян.

### В українській традиційній культурі
В українській весільній обрядності ритуальна дефлорація була відома як «обряд комори»: за звичаєм в коморі молодим стелили шлюбну постіль. Сорочку молодої зі слідами крові після першої шлюбної ночі називали «калиною» — свідоцтвом її цноти до шлюбу. Якщо ж крові не було, молоду ганьбили: з короваю викидали калину, топтали її, а замість неї встромлювали гілку сосни або руту: «Наша молода не принесла калини — їй прикраси не треба», співаючи: «Ой, щоб тобі да морозоньку, що заморозив калиноньку, да засмутив да родиноньку». Вираз «згубити (стратити) калину» означав «втратити дівоцтво, невинність», а «ламати (ломити, сікти) калину» — «позбавляти дівоцтва». Для «збереження калини» неодружені парубки і дівчата грали у притули.

## Зноски
1. ↑  Самойличенко А. Н. Основы судебно-медицинской гименологии. — Караганда, 1994. — 105 с.
2. 1 2  Emans, S. Jean. Physical Examination of the Child and Adolescent // Evaluation of the sexually abused child: a medical textbook and photographic atlas :  [англ.]. — 2nd ed. — New York : Oxford University Press, 2000. — С. 61—65. — 337 с. — ISBN 978-0-1951-3126-0.
3. 1 2  McCann, J; Rosas, A. and Boos, S. (2003) «Child and adolescent sexual assaults (childhood sexual abuse)» in Payne-James, Jason; Busuttil, Anthony and Smock, William (eds). Forensic Medicine: Clinical and Pathological Aspects, Greenwich Medical Media: London, a)p.453, b)p.455 c)p.460. ISBN 978-1-8411-0026-5
4. 1 2 3  Дерягин Г. Б. Криминальная сексология. — М. : Щит-М, 2008. — С. 345—356. — 552 с. — 5000 екз. — ISBN 978-5-93004-274-0.
5. ↑  Перша шлюбна ніч по-українськи. Архів оригіналу за 5 травня 2017. Процитовано 24 травня 2017.
6. ↑  Жайворонок В. В. Знаки української етнокультури: Словник-довідник. — К. : Довіра, 2006. — С. 269—271.
7. ↑  Жайворонок В. В. Знаки української етнокультури: Словник-довідник. — К. : Довіра, 2006. — С. 303—304. Архівовано з джерела 1 липня 2018